# Ulmus elliptica
Ulmus elliptica là một loài thực vật có hoa trong họ Ulmaceae. Loài này được K.Koch miêu tả khoa học đầu tiên năm 1849.